# Nucelle (botanique)
 (mars 2020).
Pour Nucelle (molusque gastéropode), voir Nucella.

Schéma comparatif de l'ovule des Gymnospermes (à gauche) et des Angiospermes (à droite). Le nucelle est en vert.

En botanique, le nucelle est un tissu végétal diploïde formant l'intérieur de l'ovule, et qui entoure le gamétophyte femelle. Ce tissu provient de la plante-mère, et appartient donc au sporophyte.
Il a le rôle de mégasporange (producteur de mégaspores). La maturation de l'ovule va se produire au sein du nucelle, c'est la sporogenèse. Une cellule-mère de spore va subir la méiose et donner quatre mégaspores. Dans la majorité des cas, une seule de ces quatre mégaspores va survivre pour donner le gamétophyte femelle : il s'agira de l'endosperme chez les Gymnospermes, ou du sac embryonnaire chez les Angiospermes.
À la suite de la fécondation, le nucelle peut disparaître, ou se différencier en un tissu de réserves nutritives appelé périsperme. Peu de graines sont pourvues d'un périsperme (les chénopodes par exemple). Il diffère de l'albumen, tissu triploïde qui est contenu dans le sac embryonnaire et se forme lors de la fécondation.
Dans la majorité des clades, l'ovule est crassinucellé (muni d'un nucelle épais). Il peut au contraire être mince (ovule ténuinucellé des Astéridées, des Crassulaceae).